# Авдєєв Олександр Олексійович
Олександр Олексійович Авдєєв (рос. Александр Алексеевич Авдеев; нар. 8 вересня 1946, Кременчук, Полтавська область, Українська РСР) — російський дипломат українського походження, Посол РФ у Ватикані з 11 січня 2013 року.
У 2008–2012 роках був Міністром культури РФ.

## Життєпис
- Закінчив МДІМВ (1968). З того ж року на роботі в МЗС СРСР.
- 1968–1971 — референт-секретар консульства СРСР у Аннабі (Алжир), потім — аташе Посольства СРСР в Алжирі.
- 1973–1974 — працює в центральному апараті МЗС СРСР.
- 1977–1985 — другий секретар, потім — перший секретар Посольства СРСР у Франції.
- 1985–1987 — завідувач сектором Першого Європейського відділу МЗС СРСР в ранзі радника.
- 1987–1990 — посол СРСР в Люксембурзі.
- 1991–1992 — заступник Міністра зовнішніх зносин СРСР.
- 1992–1996 — посол Росії в Болгарії.
- З 1996 року — заступник, з жовтня 1998 року по 2002 рік — перший заступник Міністра закордонних справ Росії.
- Березень 2002 — травень 2008 — посол Росії у Франції.
- 2007–2008 — посол Росії в Монако за сумісництвом.
- З 12 травня 2008 по 21 травня 2012 року — Міністр культури РФ.
- З 11 січня 2013 року — Надзвичайний і Повноважний Посол РФ у Ватикані та Представник РФ при Суверенному Мальтійському Ордені за сумісництвом.